# Armigeres azurini
Armigeres azurini är en tvåvingeart som beskrevs av Basio 1971. Armigeres azurini ingår i släktet Armigeres och familjen stickmyggor.
Artens utbredningsområde är Filippinerna. Inga underarter finns listade i Catalogue of Life.